# Palaeopanthera blytheae
Palaeopanthera blytheae ist eine ausgestorbene Art der Großkatzen (Pantherinae). Bei den Fossilien handelt es sich um einige der ältesten bekannten Überreste einer Art, die den Großkatzen zugeordnet wird. Sie stammen aus dem Hochland von Tibet im Himalaya und werden auf den Übergang des späten Miozän zum frühen Pliozän vor 5,95 bis 4,1 Millionen Jahren datiert.
Die Art entsprach in ihrer Größe etwa dem heute lebenden Nebelparder und ist mit diesem auch eng verwandt. Als eine der ältesten bekannten fossilen Art der Großkatzen stützt Palaeopanthera blytheae den möglichen Ursprung der Gattung der Eigentlichen Großkatzen (Panthera) in Asien, von wo sie sich nach Europa, Afrika, Nord- und Südamerika ausbreitete.

## Merkmale

### Fossilmaterial
Die Beschreibung von Palaeopanthera blytheae als eigenständige Art erfolgte auf der Basis mehrerer Schädelfragmente. Als Typusmaterial wurde dabei ein Schädelfragment bestehend aus einem fast vollständigen Gesichtsschädel (IVPP V18788.1) mit einem vorhandenen linken Jochbogen sowie mehreren vollständigen Zähnen (linker erster Schneidezahn, beide Eckzähne sowie jeweils der dritte und vierte Prämolar). Die Zahnhöhlen (Alveoli) weisen zudem auf die Existenz eines kleinen, reduzierten, zweiten Prämolaren sowie eines sehr großen ersten Molaren hin. Die Schneidezähne und Eckzähne sind stark abgenutzt, im Gegensatz zu den scharfen und wenig abgenutzten Prämolaren.
Als zusätzliches Material wurden der Art verschiedene weitere Schädelfragmente und einzelne Zähne von der gleichen und nahe gelegenen Fundstellen zugewiesen, darunter auch einen teilweise überlieferten rechten Unterkiefer mit einem dritten und vierten Prämolaren und einem ersten Molaren. Weitere Knochen des Skeletts sind nicht vorhanden.

### Merkmalsrekonstruktion und Vergleich mit anderen Arten

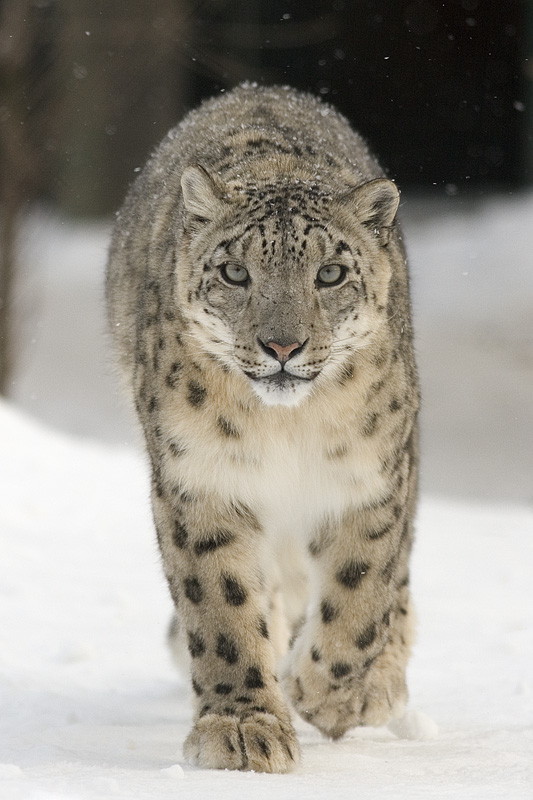
Der Schneeleopard (P. uncia) ist eine der nächstverwandten Arten von Palaeopanthera blytheae.

Anhand des vorhandenen, teilweise dorsoventral gedrückten, Schädelmaterials wurde mit Hilfe einer Röntgen-Computertomographie eine Schädelrekonstruktion erarbeitet, die zum Vergleich mit den Arten der Gattung Panthera genutzt werden kann. Der Schädel von Palaeopanthera blytheae ist demnach etwa so groß wie der des Nebelparders (Neofelis nebulosa) und etwa um 10 % kleiner als der des Schneeleoparden (P. uncia). Die Breite der Schnauze im Verhältnis zum restlichen Schädel liegt zwischen dem des Nebelparders und dem heute lebender Panthera-Arten.

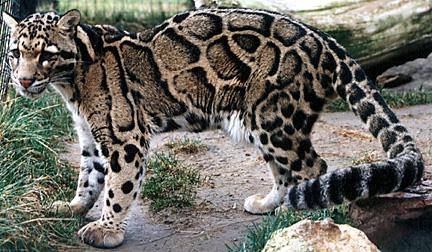
In der Größe und einigen Merkmalen entsprach Palaeopanthera blytheae dem Nebelparder (Neofelis nebulosa).

Die Schädelrekonstruktion zeigt zudem eine gut ausgebildete Stirnhöhle im vorderen postorbitalen Bereich, die mit der heute lebender Großkatzen übereinstimmt. Die Stirnhöhle sowie einige weitere Merkmale wie die Unterkiefergröße entsprechen in ihrem Verhältnis allerdings eher denen größerer heute lebender Großkatzen als dem Schneeleopard. Das Verhältnis der Zahngrößen zueinander wiederum entspricht eher der eines Nebelparders als einer Panthera-Art. Die Größe der Prämolaren im Unterkiefer ist vergleichbar mit der verschiedener Kleinkatzen, etwa dem Ozelot (Leopardus pardalis), wobei der erste Molar im Verhältnis dazu deutlich vergrößert ist.
Zahlreiche spezifische Schädelmerkmale teilt Palaeopanthera blytheae mit dem Schneeleoparden, darunter den fast runden Querschnitt der Eckzähne sowie eine Vertiefung im vorderen Bereich der Nasenbeine. Eigenständige Merkmale finden sich vor allem an den Zähnen wie etwa einer kleinen zusätzlichen Zahnspitze am oberen dritten und eine Riefung am oberen vierten Prämolaren.

## Fundort und zeitliche Einordnung

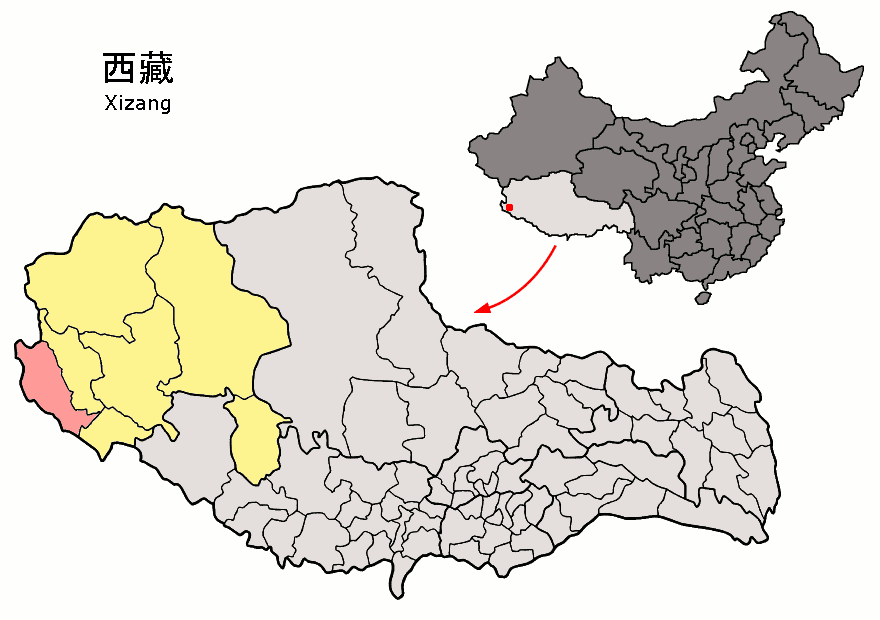
Lage des Kreises Zanda (rosa) im Regierungsbezirk Ngari (gelb)

Die Fossilien zur Erstbeschreibung stammen aus dem Hochland von Tibet im Himalaya. Die Fundstelle befindet sich im Zandabecken im Kreis Zanda im östlichen Teil des Bezirks Ngari und damit im äußersten Westen des Autonomen Gebiets Tibet in der Volksrepublik China. Die Fundstelle (31°39'58″ N, 79°44'57″ E) liegt in einer Höhe von 4114 Metern und wird als IVPP ZD1001 bezeichnet, die Formation als Zanda-Formation. Die Fossilien IVPP V18788.1–3 stammen dabei aus einer kleinen Knochen-Lagerstätte im Zentrum der Formation und wurden in grünlichem, grobem Sandstein gefunden.
Das Fossilmaterial des Typusmaterials wird auf ein Alter von 4,42 Millionen Jahren geschätzt, wobei sich die Schätzung von dem angenommenen Alter der Fundstelle ergibt, die stratigrafisch mit der Schicht C3n.1r korreliert ist. Das gesamte verfügbare Material fällt in einen Zeitraum, der vor 5,95 bis 4,1 Millionen Jahren lag. Damit fällt das Alter der Fossilien auf den Übergang des späten Miozän zum frühen Pliozän und dem Zeitraum, in dem das Hochland von Tibet als nördlichster Teil des Himalaya bei dessen Entstehung angehoben wurde.

## Lebensweise und Paläoökologie
Wie alle anderen fossilen und auch heute lebenden, rezenten, Arten der Großkatzen war auch Palaeopanthera blytheae ein Fleischfresser, der sich wahrscheinlich von kleineren Säugetieren ernährte.

## Taxonomie
Die wissenschaftliche Erstbeschreibung der Fossilien von Palaeopanthera blytheae als eigene Art erfolgte 2013 durch eine Arbeitsgruppe um den Paläontologen Z. Jack Tseng vom American Museum of Natural History. Hierbei wiesen Tseng und Kollegen ihre neue Form den Eigentlichen Großkatzen (Gattung Panthera)  zu. Die Zuordnung zur Gattung Palaeopanthera wurde erst im Jahr 2023 vollzogen.
Palaeopanthera blytheae ist damit einer der ältesten bekannten Vertreter der Großkatzen. Die damalige Zuordnung zur Gattung Panthera löste einen Widerspruch auf, da die bis dahin ältesten Fossilien in Afrika gefunden wurden, während der auf molekularbiologischen Methoden aufbauende phylogenetische Stammbaum einen Ursprung der Gattung in Asien nahelegte. Als nächster Verwandter von „Panthera“ blytheae wurde der heute im Himalaya lebende Schneeleopard (P. uncia) angenommen.
Die in der Erstbeschreibung durchgeführte phylogenetische Analyse der Erstbeschreibung ergab für „Panthera“ blytheae eine enge Verwandtschaft zum Schneeleoparden sowie zum Tiger (P. tigris). Die nahe Verwandtschaft zwischen Tiger und Schneeleopard wird jedoch durch andere Untersuchungen, unter anderen im Rahmen der Erstbeschreibung des fossilen Panthera zdanskyi im Jahr 2011, nicht bestätigt. Dort nimmt der Schneeleopard die Position als Schwesterart aller bekannten fossilen und rezenten Panthera-Arten ein. Tseng und Kollegen stellen zudem dar, dass die meisten Verwandtschaftsbeziehungen in dem Kladogramm nur schwach gestützt sind, eine Ausnahme stellt das Schwesterartenverhältnis des Schneeleoparden und „Panthera“  blytheae dar. Allerdings teilten nicht alle Wissenschaftler den Verweis von „Panthera“ blytheae in die Gattung der Eigentlichen Großkatzen. Dem Rechnung tragend schuf Helmut Hemmer im Jahr 2023 die Gattung Palaeopanthera und ordnete dieser „Panthera“ blytheae zu. Dabei besteht möglicherweise eine engere Beziehung zum Schneeleoparden, mit dem Palaeopanthera die Form des Jochbogens und einige Zahnmerkmale teilt. Die Gattung enthält außerdem die Art Palaeopanthera pamiri.

### Biogeographie und Artbildung
Aus dem Stammbaum und dem Alter der Fossilien lässt sich eine historische Biogeographie für die Gattung Panthera ableiten, also eine Geschichte der globalen Besiedlung durch die verschiedenen Arten der Gattung. Diese spricht für eine Entstehung der Gattung in zentralasiatischen Raum und eine Ausbreitung nach Südasien, Europa, Afrika und Nordamerika. Die ältesten Artbildungen des Großkatzenzweiges liegen dabei im späten Miozän, wo sich aus einem gemeinsamen Vorfahren fast alle fossilen und auch noch heute lebenden Arten ausgebildet haben. Eine Ausnahme bildet der Evolutionsast, aus dem der heute lebende Löwe sowie die fossilen Amerikanischen Löwen und Höhlenlöwen hervorgegangen sind.
Als Erklärung für die hohe Speziationsrate im Miozän insbesondere in der Region des heutigen tibetanischen Hochlands wird die starke tektonische Aktivität durch den Aufstieg des nördlichen Himalayas angeführt. Sie wirkte sich auch auf andere Tiergruppen wie etwa die Pfeifhasen, Füchse und Antilopen aus und wird als Ausgangspunkt für die noch heute existierenden ökologischen Netze des tibetanischen Hochlands angesehen.

### Namensgebung
Palaeopanthera blytheae wurde nach der Tochter Blythe von Paul und Heather Haaga benannt, die sich um den Vogelschutz am Natural History Museum of Los Angeles County verdient gemacht haben. Der Gattungsname Palaeopanthera bezieht sich auf das Alter der Funde (von griechisch  παλαιός (palaiós) für „alt“).

## Belege
1. 1 2 3 4 5 6 7 8 9 10 11 12 13 14  Z. Jack Tseng, Xiaoming Wang, Graham J. Slater, Gary T. Takeuchi, Qiang Li, Juan Liu, Guangpu Xie: Himalayan fossils of the oldest known pantherine establish ancient origin of big cats. Proceedings of the Royal Society B - Biological Sciences 281 (1774), 2013, S. 20132686, doi:10.1098/rspb.2013.2686.
2. 1 2 3  Helmut Hemmer: The evolution of the palaeopantherine cats, Palaeopanthera gen. nov. blytheae (Tseng et al., 2014) and Palaeopanthera pamiri (Ozansoy, 1959) comb. nov. (Mammalia, Carnivora, Felidae). Palaeobiodiversity and Palaeoenvironments, 2023, doi:10.1007/s12549-023-00571-5.
3. ↑  Narimane Chatar, Margot Michaud, Valentin Fischer: Not a Jaguar after all? Phylogenetic Affinities and Morphology of the Pleistocene felid Panthera gombaszoegensis. Papers in Palaeontology 8 (5), 2022, S. e1464, doi:10.1002/spp2.1464.
4. 1 2  Ji H. Mazák, Per Christiansen, Andrew C. Kitchener: Oldest Known Pantherine Skull and Evolution of the Tiger. PLoS ONE 6 (10), 2011, S.  e25483, doi:10.1371/journal.pone.0025483.
5. ↑  Denis Geraads, Stephané Peigne: Re-appraisal of ‘Felis’ pamiri Ozansoy, 1959 (Carnivora, Felidae) from the Upper Miocene of Turkey: the earliest pantherin cat? Journal of Mammalian Evolution 24, 2017, S. 415–425.